# Ernest Nixson
Ernest (Edward) Edgar Nixson (ur. 25 maja 1886, zm. 23 lutego 1971) – brytyjski zapaśnik walczący w obu stylach. Olimpijczyk z Londynu 1908, gdzie zajął dziewiąte miejsce w stylu klasycznym i czwarte w stylu wolnym. Walczył w wadze półciężkiej i ciężkiej.

## Letnie Igrzyska Olimpijskie 1908

### Waga półciężka
| Konkurencja          | Rundy eliminacyjne | Rundy eliminacyjne   | Klas. końcowa |
| Konkurencja          | 1/16               | 1/8                  | Miejsce       |
| -------------------- | ------------------ | -------------------- | ------------- |
| 93 kg styl klasyczny | Wolny los Z        | Yrjö Saarela (FIN) P | 9.            |

### Waga ciężka
| Konkurencja       | Rundy eliminacyjne | Rundy eliminacyjne  | Finały                  | Finały              | Klas. końcowa |
| Konkurencja       | 1/8                | 1/4                 | 1/2                     | o 3. miejsce        | Miejsce       |
| ----------------- | ------------------ | ------------------- | ----------------------- | ------------------- | ------------- |
| +73 kg styl wolny | Wolny los Z        | Louis Bruce (GBR) Z | Jacob Gundersen (NOR) P | Ned Barrett (GBR) P | 4.            |